# 하라미이시 모토야스
하라미이시 모토야스(일본어: 孕石元泰, 생년 미상 ~ 1581년)는 센고쿠 시대에 활동하던 무장이다. 이마가와 씨, 다케다씨의 가신이었다. 하라미이시 미쓰히사의 아들이며, 몬도스케(主水佑), 이즈미노카미(和泉守)라고 자칭했었다. 인질 시절의 도쿠가와 이에야스를 "미카와의 꼬맹이"라고 모욕하였는데, 1568년 다케다 신겐이 스루가국을 침공하였을 때 다케다 씨에게 귀순했다. 1581년 이에야스의 다카텐진 성 침공 때 이에야스에게 붙잡혀 할복형에 처해졌다. 슬하에 모토나리가 있으며, 모토나리는 도사 야마우치 씨에게 종사했다.